# 飯館村
飯館村（日语：／ Iitate mura */?）是位于福島縣相馬郡的一村。